# Crossotus albofasciculatus
Crossotus albofasciculatus là một loài bọ cánh cứng trong họ Cerambycidae.